# Fellak
Fellak (más néven Szászfellak, románul Feleac, németül Falk) település Romániában, Beszterce-Naszód megyében.

## Fekvése
A megye nyugati részén, Besztercétől 45 km-re nyugatra, Bethlentől 15 km-re délre, Apanagyfalu, Sajósárvár, Magyarberéte és Szászencs közt fekszik.

## Története
1310-ben Fellok néven említik először. 1496-ban Magyar-Fellak, de 1769-ben már Szász-Fellak néven említik, így valószínűsíthető, hogy a középkorban magyar lakossága volt, melynek helyére németek költöztek. A 17. század folyamán azonban a szászok részben átköltöznek Szászlekencére, részben beolvadnak a betelepülő román lakosságba. A források szerint temploma már 1622-ben romként van nyilvántartva, mert nincs ki újraépítse, az 1754. évi összeíráskor a lakosság már csak a templom alapköveit tudja megmutatni.
A trianoni békeszerződésig Szolnok-Doboka vármegye Bethleni járásához tartozott.

## Lakossága
1910-ben 645 lakosából 555 román, 76 magyar, 14 német volt.
2002-ben a 377 lakosból 367 román, 10 magyar nemzetiségűnek vallotta magát.